# Malodvoreanka, Ielaneț
Malodvoreanka (în ucraineană Малодворянка) este localitatea de reședință a comunei Malodvoreanka din raionul Ielaneț, regiunea Mîkolaiiv, Ucraina.

## Demografie
Componența lingvistică a localității Malodvoreanka
     Ucraineană (92,69%)
     Rusă (3,88%)
     Română (2,97%)
Conform recensământului din 2001, majoritatea populației localității Malodvoreanka era vorbitoare de ucraineană (92,69%), existând în minoritate și vorbitori de rusă (3,88%) și română (2,97%).